# Luchthaven van Christchurch
Christchurch International Airport is de belangrijkste luchthaven van Christchurch, Nieuw-Zeeland. De luchthaven bevindt zich 12 kilometer ten noordwesten van het centrum in de wijk Harewood. De luchthaven verwerkt 6 miljoen passagiers per jaar (2008). De luchthaven wordt vooral voor binnenlandse vluchten gebruikt maar ook voor internationale en intercontinentale vluchten. Daarnaast wordt de luchthaven gebruikt voor transporten naar Antarctica. 
Vanwege de stijgende passagiersaantallen is de luchthaven in de jaren 2011-2012 uitgebreid. De internationale terminal is uitgebreid en de terminal voor binnenlandse vluchten werd erbij gevoegd.

## Luchtvaartmaatschappijen en bestemmingen
- AirAsia X - Kuala Lumpur
- Air Chathams - Chatham Islands
- Air New Zealand -  Auckland, Dunedin, Queenstown, Wellington
- Air New Zealand -  Brisbane, Melbourne, Sydney, Gold Coast, Rarotonga (seizoensgebonden), Nadi, Tokyo-Narita
- Air New Zealand Link (uitgevoerd door Air Nelson) -  Dunedin, Hamilton, Invercargill, Napier, Nelson, New Plymouth, Palmerston North, Tauranga, Wellington
- Air New Zealand Link (uitgevoerd door Eagle Airways) -  Blenheim, Hokitika, Nelson, Wanaka
- Air New Zealand Link (uitgevoerd door Mount Cook Airline) -  Dunedin, Hamilton, Invercargill, Palmerston North, Queenstown, Rotorua, Tauranga, Wellington
- Air Pacific - Nadi
- Emirates - Bangkok-Suvarnabhumi, Dubai, Sydney
- Jetstar Airways - Auckland, Queenstown, Wellington
- Jetstar Airways - Brisbane, Gold Coast, Melbourne, Sydney
- Qantas - Sydney
- Singapore Airlines - Singapore
- Virgin Australia (uitgevoerd door Pacific Blue) - Brisbane, Melbourne, Sydney